# Omen IV: Przebudzenie
Omen IV: Przebudzenie (ang. Omen IV: The Awakening) – amerykański film z 1991 roku, kontynuacja horroru Omen. Jest to ostatni film z oryginalnej serii Omen, przez wielu jednak do niej niezaliczany ze względu na odmienną wobec poprzednich filmów fabułę.

## Fabuła
Mała dziewczynka nieznanego pochodzenia o imieniu Delia zostaje adoptowana przez parę prawników, Gene’a i Karen York. Początkowo wszystko wydaje się być w normie. Jednak obdarzona mocami psychokinetycznymi Jo Thueson, niania Yorków, zaczyna wyczuwać podejrzane aspekty w zachowaniu Delii.

## Obsada
- Faye Grant – Karen York
- Michael Woods – kongresmen Gene York
- Michael Lerner – Earl Knight
- Madison Mason – dr Hastings
- Ann Hearn – Jo Thueson, niania
- Jim Byrnes – Noah
- Don S. Davis – Jake Madison
- Asia Vieira – Delia York

## Uśmiercenia
| Postać                   | Rodzaj śmierci                                                                                  |
| ------------------------ | ----------------------------------------------------------------------------------------------- |
| Ojciec Hayes             | Po ochrzczeniu Delii zostaje opętany i z bólu ginie przed obliczem Boga w kościele.             |
| Ojciec kolegi Delii      | Śmierć w wypadku samochodowym po zderzeniu z przyczepą ciężarówki.                              |
| Jo Thueson               | Wypchnięta przez okno przez psa spada na karuzelę.                                              |
| Siostra Felicity         | Śmierć w wyniku ran odniesionych przez ukąszenia żmii podczas nabożeństwa.                      |
| Earl Night               | Na placu budowy zostaje zabity przez rozpędzoną kulę dźwigu po ucieczce przez obłąkanym chórem. |
| Dr Hastings              | Karen wbija mu ostre narzędzie lekarskie najpierw w dłoń, a potem w serce.                      |
| Lisa, druga niania Delii | Zastrzelona podczas szamotaniny z Karen bronią dr. Hastingsa.                                   |
| Karen York               | Popełnia samobójstwo podczas próby zabicia Aleksandra, brata Delii.                             |